# كالفين ريزيند
كالفين ريزيند (بالإنجليزية: Calvin Rezende)‏ (21 يناير 1993 بديفي في الولايات المتحدة - ) هو لاعب كرة قدم أمريكي في مركز الوسط. لعب مع خيالة فرجينيا ‏.

## وصلات خارجية
- كالفين ريزيند على موقع قاعدة بيانات كرة القدم.إي يو (الإنجليزية)
- كالفين ريزيند على موقع Soccerway.com (الإنجليزية)